# Ліберті (Міссісіпі)
Ліберті (англ. Liberty) — місто (англ. town) в США, в окрузі Емайт штату Міссісіпі. Населення — 560 осіб (2020).

## Географія
Ліберті розташоване за координатами 31°9′43″ пн. ш. 90°47′54″ зх. д. / 31.16194° пн. ш. 90.79833° зх. д. (31.161899, -90.798332).  За даними Бюро перепису населення США в 2010 році місто мало площу 5,34 км², з яких 5,34 км² — суходіл та 0,00 км² — водойми.

## Демографія
Згідно з переписом 2010 року, у місті мешкало 728 осіб у 266 домогосподарствах у складі 168 родин. Густота населення становила 136 осіб/км².  Було 317 помешкань (59/км²).
Расовий склад населення:
| - 68,5 % — білих - 30,5 % — чорних або афроамериканців |

До двох чи більше рас належало 0,3 %. Частка іспаномовних становила 1,0 % від усіх жителів.
За віковим діапазоном населення розподілялося таким чином: 19,9 % — особи молодші 18 років, 51,7 % — особи у віці 18—64 років, 28,4 % — особи у віці 65 років та старші. Медіана віку мешканця становила 47,5 року. На 100 осіб жіночої статі у місті припадало 84,3 чоловіків;  на 100 жінок у віці від 18 років та старших — 78,3 чоловіків також старших 18 років.
Середній дохід на одне домашнє господарство  становив 46 455 доларів США (медіана — 34 135), а середній дохід на одну сім'ю — 60 201 долар (медіана — 50 938). За межею бідності перебувало 9,3 % осіб, у тому числі 1,5 % дітей у віці до 18 років та 12,9 % осіб у віці 65 років та старших.
Цивільне працевлаштоване населення становило 254 особи. Основні галузі зайнятості: освіта, охорона здоров'я та соціальна допомога — 24,8 %, роздрібна торгівля — 17,7 %, будівництво — 11,8 %, виробництво — 9,8 %.